# Bezovo
Bezovo (macedónul: Безово) település Észak-Macedóniában, a Délnyugati körzetben, Sztruga községben.

## Népesség
| Lakosok száma | 165  | 185  | 179  | 199  | 142  | 80   | 67   | 54   | 22   |
|               | 1948 | 1953 | 1961 | 1971 | 1981 | 1991 | 1994 | 2002 | 2021 |

2002-ben 54 lakosa volt, akik közül 53 macedón és 1 más nemzetiségű.